# 무착륙 비행
무착륙 비행(無着陸飛行) 또는 논스톱 플라이트(영어: Non-stop flight)는 중간에 공항 또는 도시를 경유하지 않고 목적지까지 직통으로 이어주는 것이 특징이다. 또한 기존 항공 노선과 달리 이 노선의 경우 중간에 급유하지 않는다.

## 역사
1967년부터 1968년까지 아르헨티나 항공이 보잉 707 기종으로 부에노스아이레스에서 마드리드로 향하는 항공편은 12시간 소요 되었으나 다음 비행의 경우 남쪽을 향해 12시간 30분이 걸렸다. 이전에는 경유해 목적지까지 운항을 했으나 1976년에 이란 항공에서 보잉 747SP 기종을 도입해 가장 긴 정규 직항편을 취항하기 시작했다. 테헤란에서 뉴욕까지 정기 국제선 노선의 경우 동쪽으로 11시간 15분이나 걸렸다.
같은 해 4월에 팬아메리칸 월드 항공이 보잉 747SP를 도입해 도쿄에서 뉴욕까지 직항편을 취항을 했으며 시드니와 샌프란시스코에 취항하기 시작했다. 1988년에 EI AI이 텔아비브에서 로스앤젤레스간 직항편을 취항해 당시 최장 시간인 14시간 41분이 소요 되었다.
1989년에 콴타스 항공이 보잉 747-400 항공기를 도입해 런던에서 시드니까지 11,185 마일을 비행해 상업용 항공기에 대한 세계 신기록을 세웠으나 이 노선은 직항이 아닌 싱가포르를 경유했다. 2004년 2월에 싱가포르 항공이 싱가포르에서 로스앤젤레스 직항이 개설이 되면서 뉴욕 직행편 다음으로 세계 최장거리 국제선으로 기록된데 이어 같은 해 6월에 뉴어크 직항편이 개설되면서 세계 최장 소요 시간인 18시간 30분 초장거리 직항편을 개설과 동시에 기존 프랑크푸르트 경유 뉴욕행 노선을 직항으로 변경한 다음 세계 일주 노선을 완성하게 되었다.
2005년에 보잉 777-200LR 항공기인 월드 라이너(영어: Worldliner)를 취항해 런던에서 시드니까지 13,423 마일을 비행해 상업용 항공기에 대한 세계 신기록을 세웠지만 이는 정규 노선이 아닌 보잉 관계자를 비롯해 엔지니어와 전기 회사의 대표와 언론사 대표만 참석한 비행이였다.

## 목록

### 현재 운항 중인 무착륙 장거리 항로
| 순위 | 출발지           | 목적지           | 항공사            | 비행 편수            | 길이 (km)                    | 소요 시간                 | 기종                                | 첫 비행          |
| ---- | ---------------- | ---------------- | ----------------- | -------------------- | ---------------------------- | ------------------------- | ----------------------------------- | ---------------- |
| 1    | 도하             | 오클랜드         | 카타르 항공       | QR 921               | 14,534km (9,031ml, 7,848nmi) | 17시간 40분               | 보잉 777-200LR                      | 2017년 2월 6일   |
| 2    | 두바이           | 오클랜드         | 에미레이트 항공   | EK 449               | 14,200km (8,824ml, 7,668nmi) | 17시간 25분               | 에어버스 A380-800                   | 2017년 3월 2일   |
| 3    | 시드니           | 댈러스(포트워스) | 콴타스 항공       | QF 7                 | 13,804km (8,578ml, 7,454nml  | 15시간 25분               | 에어버스 A380-800                   | 2011년 5월 16일  |
| 4    | 샌프란시스코     | 싱가포르         | 싱가포르 항공     | SQ 31                | 13,593km (8,446ml, 7,339nml) | 16시간 30분† 17시간 15분‡ | 에어버스 A350-900                   | 2016년 10월 23일 |
| 4    | 샌프란시스코     | 싱가포르         | 유나이티드 항공   | UA 1                 | 13,593km (8,446ml, 7,339nml) | 16시간 20분† 17시간 15분‡ | 보잉 787-9                          | 2016년 6월 1일   |
| 5    | 요하네스버그     | 애틀랜타         | 델타 항공         | DL 201               | 13,582km (8,439ml, 7,334nml) | 16시간 55분               | 보잉 777-200LR                      | 2009년 6월 1일   |
| 6    | 아부다비         | 로스앤젤레스     | 에티하드 항공     | EY 171               | 13,502km (8,390ml, 7,291nml) | 16시간 30분               | 에어버스 A380-800 보잉 777-200LR    | 2014년 6월 1일   |
| 7    | 두바이           | 로스앤젤레스     | 에미레이트 항공   | EK 215               | 13,420km (8,339ml, 7,246nml) | 16시간 35분               | 에어버스 A380-800                   | 2008년 10월 26일 |
| 8    | 제다             | 로스앤젤레스     | 사우디아 항공     | SV 41                | 13,409km (8,332ml, 7,240nml) | 16시간 10분               | 보잉 777-300ER                      | 2014년 3월 31일  |
| 9    | 도하             | 로스앤젤레스     | 카타르 항공       | QR 739               | 13,367km (8,306ml, 7,218nml) | 16시간 20분               | 보잉 777-200LR                      | 2016년 1월 1일   |
| 10   | 두바이           | 휴스턴           | 에미레이트 항공   | EK 211               | 13,144km (8,168ml, 7,097nml) | 16시간 20분               | 보잉 777-300ER                      | 2007년 12월 3일  |
| 11   | 아부다비         | 샌프란시스코     | 에티하드 항공     | EY 183               | 13,128km (8,158ml, 7,089nml) | 16시간 15분               | 보잉 777-200LR                      | 2016년 4월 27일  |
| 12   | 댈러스(포트워스) | 홍콩(첵랍콕)     | 아메리칸 항공     | AA 137               | 13,072km (8,123ml, 7,058nml) | 16시간 20분               | 보잉 777-300ER                      | 2014년 6월 11일  |
| 12   | 아부다비         | 댈러스(포트워스) | 에티하드 항공     | EY 161               | 12,990km (8,072ml, 7,014nml) | 16시간 45분               | 에어버스 A380-800                   | 2014년 12월 3일  |
| 13   | 두바이           | 샌프란시스코     | 에미레이트 항공   | EK 225               | 13,041km (8,103ml, 7,041nml) | 15시간 50분               | 에어버스 A380-800                   | 2008년 12월 5일  |
| 14   | 홍콩(첵랍콕)     | 뉴욕(JFK)        | 캐세이패시픽 항공 | CX 831 CX 841 CX 845 | 12,990km (8,072ml, 7,014nml) | 16시간 15분 15시간 55분   | 보잉 777-300ER                      | 2004년 7월 1일   |
| 15   | 뉴어크           | 홍콩(첵랍콕)     | 유나이티드 항공   | UA 117               | 12,980km (8,065ml, 7,009nml) | 15시간 50분               | 보잉 777-200ER                      | 2001년 3월 1일   |
| 15   | 뉴어크           | 홍콩(첵랍콕)     | 캐세이패시픽 항공 | CX 899               | 12,980km (8,065ml, 7,009nml) | 16시간                    | 보잉 777-300ER                      | 2014년 3월 1일   |
| 16   | 아부다비         | 댈러스(포트워스) | 에티하드 항공     | EY 161               | 12,962km (8,054ml, 6,999nml) | 16시간 20분               | 보잉 777-200LR                      | 2014년 12월 3일  |
| 17   | 도하             | 휴스턴           | 카타르 항공       | QR 77                | 12,951km (8,047ml, 6,993nml) | 16시간 20분               | 보잉 777-200LR 보잉 777-300ER       | 2009년 3월 31일  |
| 18   | 두바이           | 댈러스(포트워스) | 에미레이트 항공   | EK 221               | 12,940km (8,040ml, 6,972nml) | 16시간 20분               | 보잉 777-300ER                      | 2012년 2월 2일   |
| 19   | 광저우           | 뉴욕(JFK)        | 중국남방항공      | CZ 300 CZ 600        | 12,878km (8,002ml, 6,963nml) | 16시간 20분               | 보잉 777-300ER                      | 2014년 8월 6일   |
| 20   | 홍콩(첵랍콕)     | 보스턴           | 캐세이패시픽 항공 | CX 811               | 12,827km (7,970ml, 6,926nml) | 15시간 50분               | 보잉 777-300ER                      | 2015년 5월 3일   |
| 21   | 요하네스버그     | 뉴욕(JFK)        | 남아프리카 항공   | SA 203               | 12,825km (7,969ml, 6,898nml) | 14시간 30분               | 에어버스 A340-300 에어버스 A340-600 | 2011년 5월 1일   |
| 22   | 타이페이         | 휴스턴           | 에바 항공         | BR 51                | 12,776km (7,939ml, 7,089nml) | 15시간 55분               | 보잉 777-300ER                      | 2016년 4월 27일  |
| 23   | 도하             | 댈러스(포트워스) | 카타르 항공       | QR 729               | 12,764km (7,931ml, 6,892nml) | 16시간 5분                | 보잉 777-200LR                      | 2014년 7월 1일   |
| 24   | 로스앤젤레스     | 멜버른           | 콴타스 항공       | QF 94 QF 96          | 12,748km (7,921ml, 6,883nml) | 15시간 50분               | 에어버스 A380-800 보잉 747-400ER    | 1999년 10월 31일 |
| 24   | 로스앤젤레스     | 멜버른           | 유나이티드 항공   | UA 98                | 12,748km (7,921ml, 6,883nml) | 15시간 50분               | 보잉 787-9                          | 2014년 10월 26일 |
| 25   | 두바이           | 포트로더레일     | 에미레이트 항공   | EK 213               | 12,589km (7,822ml, 6,797nml) | 15시간 45분               | 보잉 777-200LR                      | 2016년 12월 15일 |
| 26   | 토론토(피어슨)   | 홍콩(첵랍콕)     | 캐세이패시픽 항공 | CX 825 CX 829        | 12,569km (7,810ml, 6,787nml) | 15시간 25분 15시간 30분   | 보잉 777-300ER                      | 2008년 1월 1일   |
| 26   | 토론토(피어슨)   | 홍콩(첵랍콕)     | 에어캐나다        | AC 15                | 12,569km (7,810ml, 6,787nml) | 15시간 35분               | 보잉 777-200LR                      | 2004년 8월 1일   |
| 27   | 뉴욕(JFK)        | 타이페이         | 에바 항공         | BR 31                | 12,566km (7,808ml, 6,785nml) | 15시간 30분 16시간 10분   | 보잉 777-300ER                      | 2011년 10월 31일 |
| 27   | 뉴욕(JFK)        | 타이페이         | 중화항공          | CI 12                | 12,566km (7,808ml, 6,785nml) | 15시간 20분               | 보잉 777-300ER                      | 2014년 10월 16일 |
| 28   | 뭄바이           | 뉴어크           | 유나이티드 항공   | UA 49                | 12,565km (7,807ml, 6,784nml) | 16시간 5분                | 보잉 777-200ER                      | 2007년 10월 1일  |
| 28   | 뭄바이           | 뉴어크           | 에어 인디아       | AI 191               | 12,565km (7,807ml, 6,784nml) | 15시간 55분               | 보잉 777-300ER                      | 2010년 10월 31일 |
| 29   | 두바이           | 올랜도           | 에미레이트 항공   | EK 219               | 12,551km (7,799ml, 6,777nml) | 15시간 10분               | 보잉 777-300ER                      | 2015년 9월 1일   |
| 30   | 시카고(오헤어)   | 홍콩(첵랍콕)     | 유나이티드 항공   | UA 895               | 12,542km (7,793ml, 6,772nml) | 15시간 15분               | 보잉 777-200ER                      | 1996년 7월 15일  |
| 30   | 시카고(오헤어)   | 홍콩(첵랍콕)     | 캐세이패시픽 항공 | CX 807               | 12,542km (7,793ml, 6,772nml) | 15시간 25분               | 보잉 777-300ER                      | 2011년 9월 1일   |

## 없어진 항로
| 출발지         | 목적지           | 항공사              | 비행 편수 | 길이 km (mi) [nm]            | 소요 시간   | 기종              | 마지막 비행                                                                                  |
| -------------- | ---------------- | ------------------- | --------- | ---------------------------- | ----------- | ----------------- | -------------------------------------------------------------------------------------------- |
| 뉴욕(JFK)      | 뭄바이           | 델타 항공           | DL 17     | 12,540km (7,790ml, 6,771nml) | 16시간      | 보잉 777-200LR    | 2008년 10월 31일                                                                             |
| 뉴욕(JFK)      | 홍콩(첵랍콕)     | 유나이티드 항공     | UA 821    | 12,990km (8,072ml, 7,014nml) | 15시간 40분 | 보잉 747-400      | 2001년 8월 30일 2001년 4월 1일에 첫 취항했으며 최장 무착륙 비행에 속한다.                    |
| 디트로이트     | 홍콩(첵랍콕)     | 델타 항공           | DL 187    | 12,645km (7,857ml, 6,828nml) | 15시간 45분 | 보잉 777-200LR    | 2012년 8월 30일                                                                              |
| 마닐라         | 토론토(피어슨)   | 필리핀 항공         | PR 118    | 13,230km (8,221ml, 7,143nml) | 16시간 5분  | 보잉 777-300ER    | 2013년 3월 13일 (밴쿠버 경유 변경)                                                           |
| 멜버른         | 로스앤젤레스     | 버진 오스트레일리아 | VA 24     | 12,748km (7,921ml, 6,883nml) | 15시간 45분 | 보잉 777-300ER    | 2014년 10월 23일                                                                             |
| 뭄바이         | 뉴욕(JFK)        | 에어 인디아         | AI 141    | 12,540km (7,790ml, 6,771nml) | 16시간      | 보잉 777-200LR    | 2010년 10월 30일 (뉴델리 경유 변경)                                                          |
| 미니애폴리스   | 홍콩(첵랍콕)     | 노스웨스트 항공     | NW 97     | 12,073km (7,501ml, 6,420nml) | 15시간 10분 | 보잉 747-400      | 1998년 8월 28일                                                                              |
| 방콕(수완나품) | 뉴욕(JFK)        | 타이 항공           | TG 793    | 13,963km (8,676ml, 7,539nml) | 17시간      | 에어버스 A340-500 | 2008년 7월 1일                                                                               |
| 방콕(수완나품) | 로스앤젤레스     | 타이 항공           | TG 795    | 13,309km (8,270ml, 7,186nml) | 17시간 20분 | 에어버스 A340-500 | 2012년 4월 30일 (서울(인천) 경유 변경)                                                       |
| 브리즈번       | 댈러스(포트워스) | 콴타스 항공         | QF 8      | 13,363km (8,303ml, 7,215)    | 16시간      | 보잉 747-400ER    | 2014년 9월 28일 2014년 9월 29일부터 운항 시 브리즈번을 경유하지 않는다.                      |
| 시카고(오헤어) | 델리             | 아메리칸 항공       | AA 293    | 12,044km (7,484ml, 6,503nml) | 15시간 55분 | 보잉 777-200ER    | 2012년 2월 28일                                                                              |
| 싱가포르       | 뉴어크           | 싱가포르 항공       | SQ 21     | 15,345km (9,535ml, 8,285nml) | 18시간 50분 | 에어버스 A340-500 | 2013년 11월 23일 2004년 6월 28일에 첫 취항했으며 지금까지 운항한 노선 중 최장 노선에 속한다. |
| 싱가포르       | 로스앤젤레스     | 싱가포르 항공       | SQ 37     | 14,114km (8,770ml, 7,621nml) | 18시간 5분  | 에어버스 A340-500 | 2013년 10월 20일 (도쿄(나리타) 경유 변경)                                                    |
| 애틀랜타       | 뭄바이           | 델타 항공           | DL 185    | 13,695km (8,510ml, 7,395nml) | 17시간      | 보잉 777-200LR    | 2009년 10월 23일                                                                             |
| 요하네스버그   | 워싱턴 D.C       | 남아프리카 항공     | SA 208    | 12,813km (7,973ml, 6,929nml) | 17시간      | 에어버스 A340-600 | 2009년 4월 30일 (다카르 경유 변경)                                                           |
| 타이페이       | 뉴어크           | 에바 항공           | BR 32     | 12,552km (7,677ml, 6,777nml) | 14시간 55분 | 보잉 777-300ER    | 2011년 10월 29일 현재 BR 32편은 타이페이 ~ 뉴욕 항공편에 지정되었다.                         |

## 미래 취항지
| 출발지 | 목적지             | 항공사          | 비행 편수 | 길이 km (mi) [nm] | 소요 시간   | 기종                  | 첫 비행          |
| ------ | ------------------ | --------------- | --------- | ----------------- | ----------- | --------------------- | ---------------- |
| 두바이 | 파나마 시티        | 에미레이트 항공 | EK 251    | 13,821 (8,588)    | 17시간 35분 | 보잉 777-200LR        | 2016년 2월 16일  |
| 시드니 | 런던 (히드로)      | 콴타스 항공     | QF        | 17,800            | 19시간 30분 | 보잉 787-9 드림라이너 | 2019년 11월 14일 |
| 시드니 | 뉴욕(존 F. 케네디) | 콴타스 항공     | QF 7879   | 17,800            | 21시간      | 보잉 787-9 드림라이너 | 2019년 10월 20일 |

## 같이 보기
- 국내선
- 국제선